# Diocesi di Namibe
La diocesi di Namibe (in latino Dioecesis Namibensis) è una sede della Chiesa cattolica in Angola suffraganea dell'arcidiocesi di Lubango. Nel 2023 contava 444.000 battezzati su 1.651.000 abitanti. È retta dal vescovo Dionisio Hisiilenapo.

## Territorio
La diocesi comprende la provincia angolana di Namibe.
Sede vescovile è la città di Moçâmedes (nota tra il 1985 e il 2016 come Namibe), dove si trova la cattedrale di San Pietro.
Il territorio è suddiviso in 15 parrocchie.

## Storia
La diocesi è stata eretta il 21 marzo 2009 con la bolla Apostoli ipsi di papa Benedetto XVI, ricavandone il territorio dall'arcidiocesi di Lubango.

## Cronotassi dei vescovi
Si omettono i periodi di sede vacante non superiori ai 2 anni o non storicamente accertati.
- Mateus Feliciano Tomás † (21 marzo 2009 - 30 ottobre 2010 deceduto)
- Dionisio Hisiilenapo, dall'8 luglio 2011

## Statistiche
La diocesi nel 2023 su una popolazione di 1.651.000 persone contava 444.000 battezzati, corrispondenti al 26,9% del totale.
| anno | popolazione | popolazione | popolazione | presbiteri | presbiteri | presbiteri | presbiteri                | diaconi | religiosi | religiosi | parrocchie |
| anno | battezzati  | totale      | %           | numero     | secolari   | regolari   | battezzati per presbitero | diaconi | uomini    | donne     | parrocchie |
| ---- | ----------- | ----------- | ----------- | ---------- | ---------- | ---------- | ------------------------- | ------- | --------- | --------- | ---------- |
| 2009 | 270.294     | 1.195.779   | 22,6        | 12         | 9          | 3          | 22.524                    |         |           | 27        | 4          |
| 2012 | 365.000     | 1.196.029   | 30,5        | 12         | 11         | 1          | 30.416                    |         | 3         | 17        | 5          |
| 2013 | 375.000     | 1.228.000   | 30,5        | 16         | 12         | 4          | 23.437                    |         | 4         | 18        | 6          |
| 2016 | 666.523     | 1.340.235   | 49,7        | 15         | 12         | 3          | 44.434                    |         | 3         | 22        | 6          |
| 2019 | 728.350     | 1.462.900   | 49,8        | 22         | 18         | 4          | 33.106                    |         | 10        | 27        | 13         |
| 2021 | 429.112     | 1.554.750   | 27,6        | 24         | 20         | 4          | 17.879                    |         | 12        | 34        | 10         |
| 2023 | 444.000     | 1.651.000   | 26,9        | 29         | 27         | 2          | 15.310                    |         | 4         | 33        | 15         |